# Bridoré
Bridoré település Franciaországban, Indre-et-Loire megyében. Lakosainak száma 489 fő (2022. január 1.). Bridoré Fléré-la-Rivière, Saint-Hippolyte és Verneuil-sur-Indre községekkel határos.

## Népesség
A település népességének változása:
| Lakosok száma | 373  | 426  | 461  | 489  | 541  | 531  | 524  | 494  | 484  | 489  |
|               | 1968 | 1982 | 1990 | 2006 | 2013 | 2015 | 2017 | 2019 | 2020 | 2022 |